# (661) Cloelia
(661) Cloelia ist ein Asteroid des Hauptgürtels, der am 22. Februar 1908 vom US-amerikanischen Astronomen Joel H. Metcalf in Taunton entdeckt wurde.
Der Name ist möglicherweise von einer legendären römischen Frau abgeleitet, deren Name Cloelia war.